# Anale seks

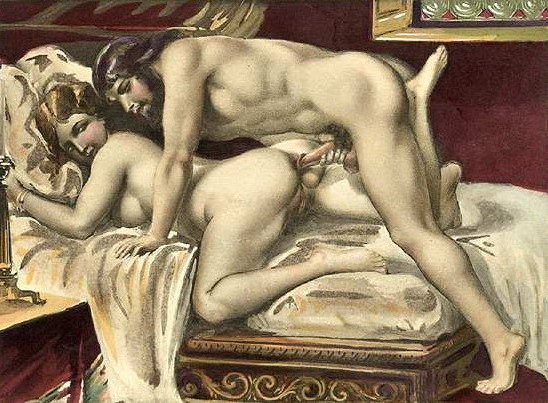
Erotische prent van de kunstenaar Édouard-Henri Avril

Anale seks zijn seksuele handelingen met de anus en het rectum. Hieronder vallen anale geslachtsgemeenschap, anaal vingeren, rimmen, het inbrengen van seksspeeltjes waaronder een buttplug, anale vibrator, klysma en voorbinddildo. Rond de anus bevinden zich zeer veel zenuwuiteinden. Het rectum daarentegen bevat geen gevoelige zenuwen. De prostaat van een man kan via het rectum gestimuleerd worden.
Anaal neuken wordt ook wel "op zijn Grieks" genoemd, een verwijzing naar het voorkomen van pederastie in het oude Griekenland. Anaal neuken is verder ook bekend als anaal verkeer.

## Overige handelingen
- Felching, het na ejaculatie in de anus oplikken van het naar buiten lopende (meestal eigen) sperma.
- Ass to mouth, een uit Amerikaanse pornofilms overgewaaide praktijk waarin de actieve partner alvorens te ejaculeren zijn penis uit de anus van de passieve partner haalt en die in haar mond steekt.
- Pegging, een seksuele handeling die inhoudt dat een vrouw de anus van de sekspartner penetreert met een voorbinddildo, een vastgebonden dildo of vibrator.

Seksuele activiteit met betrekking tot de billen zonder betrekking van de anus hierbij wordt doorgaans niet als anale seks gezien.

## Gezondheidsrisico's
Omdat de anus in tegenstelling tot de vagina of mond geen vochtklieren heeft is een glijmiddel bij penetratie essentieel om wondjes door frictie te voorkomen. Bij te veel spanning in de sluitspier kan een anuskloofje ontstaan, een klein scheurtje in het slijmvlies bij de uitgang van de anus. Bij seks met een partner verhogen wondjes de kans op de overdracht van een seksueel overdraagbare aandoening. Vanwege bacteriën in de anus wordt het aangeraden de penis, vingers of seksspeeltjes na penetratie van de anus eerst te reinigen voor deze in de vagina te stoppen.

## Geschiedenis
Anale seks is een taboe geweest als een vorm van sodomie in veel westerse landen sinds de middeleeuwen. Het is nog steeds illegaal in sommige landen en was tot voor kort verboden in sommige van de staten van Amerika.
Anale seks werd en wordt wel eens gebruikt als substituut voor vaginale seks bij koppels, wanneer men de maagdelijkheid wil bewaren. 
Door de grotere openheid op seksueel gebied en door de opkomst van pornofilms, is anale seks minder taboe dan vroeger. Nu is deze vorm van seks steeds meer geaccepteerd bij zowel hetero- als homoseksuelen.

## Islam
Binnen de meeste stromingen in de islam is anale seks haram (verboden), zowel tussen mensen van hetzelfde geslacht als van het andere geslacht. Binnen het sjiisme zijn er meningsverschillen over de positie van anale seks. Onder andere de invloedrijke Iraanse ayatollah Ali al-Sistani vindt dat anale seks door een echtpaar is toegestaan als er wederzijdse instemming is, maar hij zegt wel dat de handeling op zichzelf ongewenst is. Sadiq Hussaini Shirazi, een ayatollah uit Irak, stelt dat anale seks toegestaan is als de vrouw ermee instemt.
In een aantal landen, met name islamitische landen, wordt bij anale seks tussen mannen onderscheid gemaakt tussen de actieve en passieve partner. De passieve partner (dit geldt eveneens voor orale seks) wordt gezien als degene die de 'vrouwelijke' rol in de gemeenschap speelt, en wordt daarom gestigmatiseerd en soms ook strafrechtelijk vervolgd. De penetrerende partner wordt gezien als degene die de mannelijke rol speelt en daarmee niet of minder gestigmatiseerd, mits hij wel daarnaast een heteroseksueel gezinsleven heeft of nastreeft. De Arabische term 'manjouk', een pejoratieve aanduiding voor een passieve partner, geldt nog steeds als een zeer zware belediging. Om deze reden willen veel homoseksuelen liever niet de passieve partner zijn.
Andere landen, zoals Saoedi-Arabië, Somalië en Tsjetsjenië, maken hier geen onderscheid in en stellen iedere vorm van homoseksualiteit, zowel actief als passief, strafbaar.